# کشاورزی نقدی

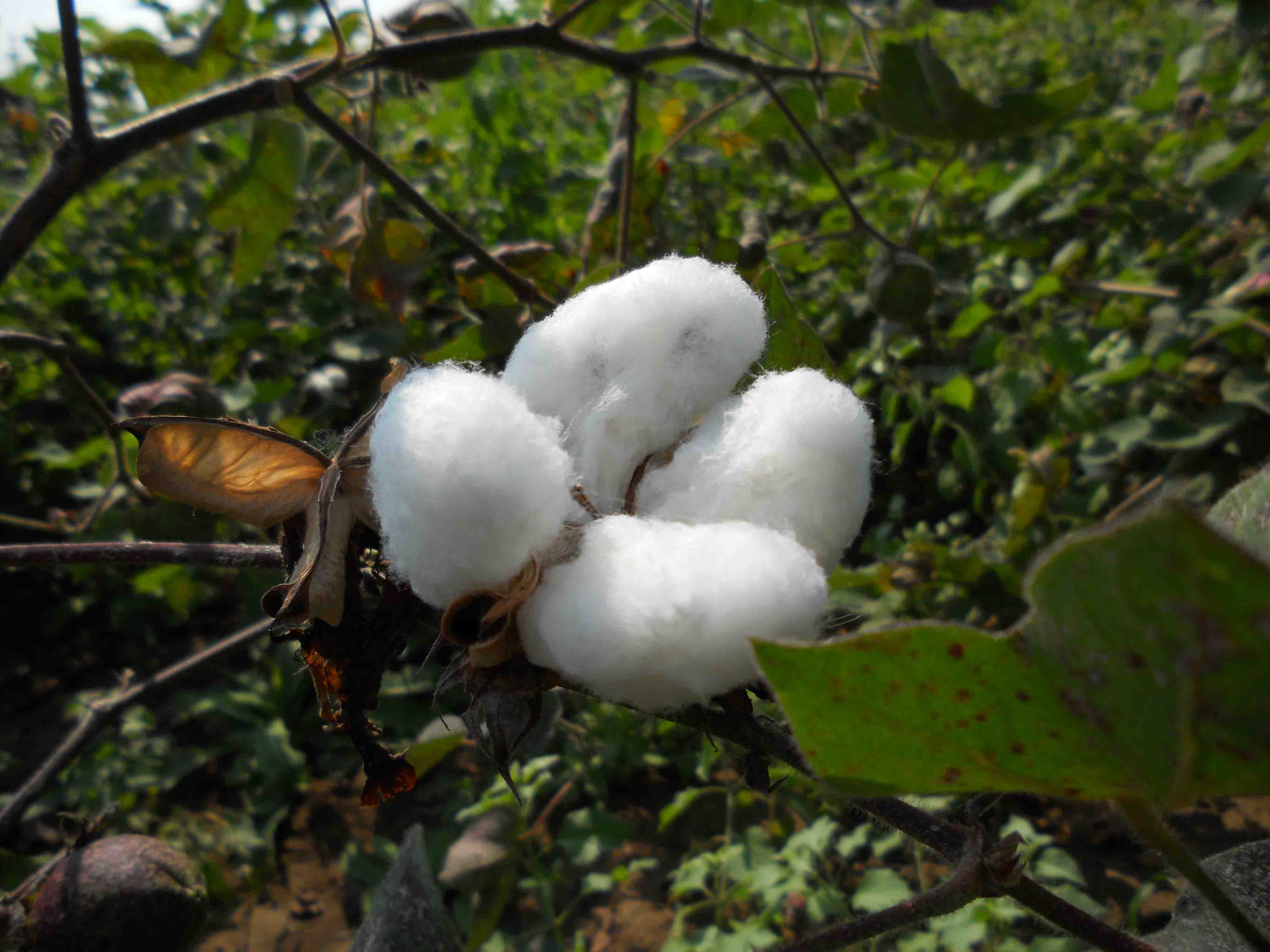
یک دانهٔ شکفتهٔ پنبه یک توپ پنبه. پنبه یک محصول نقدی قابل توجه است. برابر اعلام شورای ملی پنبه آمریکا، در سال ۲۰۱۴، چین بزرگ‌ترین کشور تولیدکنندهٔ پنبه در جهان با هند در رده دوم قرار گرفت.

محصول نقدی یا محصول پرسود (به انگلیسی: Cash crop) به محصولات کشاورزی گفته می‌شود که به منظور فروش در بازار یا صادرات به منظور کسب سود کاشته می‌شوند و از محصولات معیشتی که به منظور تأمین خود کشاورز کاشته می‌شوند (مانند تغذیه دام یا غذای خانواده) متمایز می‌شوند. نمونه‌هایی از محصولات رایج غذایی و غیر غذایی پرسود عبارتند از غلات، دانه‌های روغنی، قهوه، کاکائو، نیشکر، سبزیجات و میوه‌ها (مانند آووکادو و پرتقال)، بادام زمینی، پنبه و تنباکو. به ویژه در کشورهای در حال توسعه، محصولات نقدی در مقیاس بزرگ کشت می‌شوند و گاهی با استفاده از زمین و نیازهای منابع جامعه محلی رقابت می‌کنند. از آنجایی که محصولات عمده پرسود تحت تأثیر قیمت‌های بازار جهانی قرار می‌گیرند، درآمد کشاورزان به آنها بستگی دارد. در زمان‌های اولیه، محصولات نقدی معمولاً تنها بخشی کوچک (اما حیاتی) از کل عملکرد یک مزرعه بود، در حالی که امروز، به‌ویژه در کشورهای توسعه‌یافته، تقریباً تمام محصولات کشاورزی عمدتاً برای درآمد کشت می‌شوند. در کشورهای کمتر توسعه‌یافته، فراورده‌های پرسود معمولاً محصولاتی هستند که تقاضای کشورهای توسعه یافته را معطوف به خود می‌کنند و از این رو ارزش صادراتی دارند.
قیمت کالاهای عمدهٔ نقدی در بازارهای کالا؛ در سطح و دامنهٔ جهانی، تعیین می‌شود که برخی از تغییرات محلی (که به‌عنوان قیمت «مبنا» شناخته می‌شوند) و بر پایهٔ هزینه‌های حمل و نقل و تعادل عرضه و تقاضای محلی تعیین می‌شود. نتیجهٔ این وابستگی‌ها این است که اگر یک محصول در جای دیگری به عرضهٔ بیش از حد در بازارهای جهانی روبرو شود، ممکن است یک کشور، یک منطقه یا یک تولیدکنندهٔ خاص؛ که به چنین محصولی متکی است، با قیمت‌های پایین رو به رو شود. این سیستم مورد انتقاد کشاورزان سنتی قرار گرفته‌است. قهوه نمونه‌ای از محصولی است که نسبت به تغییرات قیمت کالاها حساسیت نشان داده‌است.

## جهانی شدن

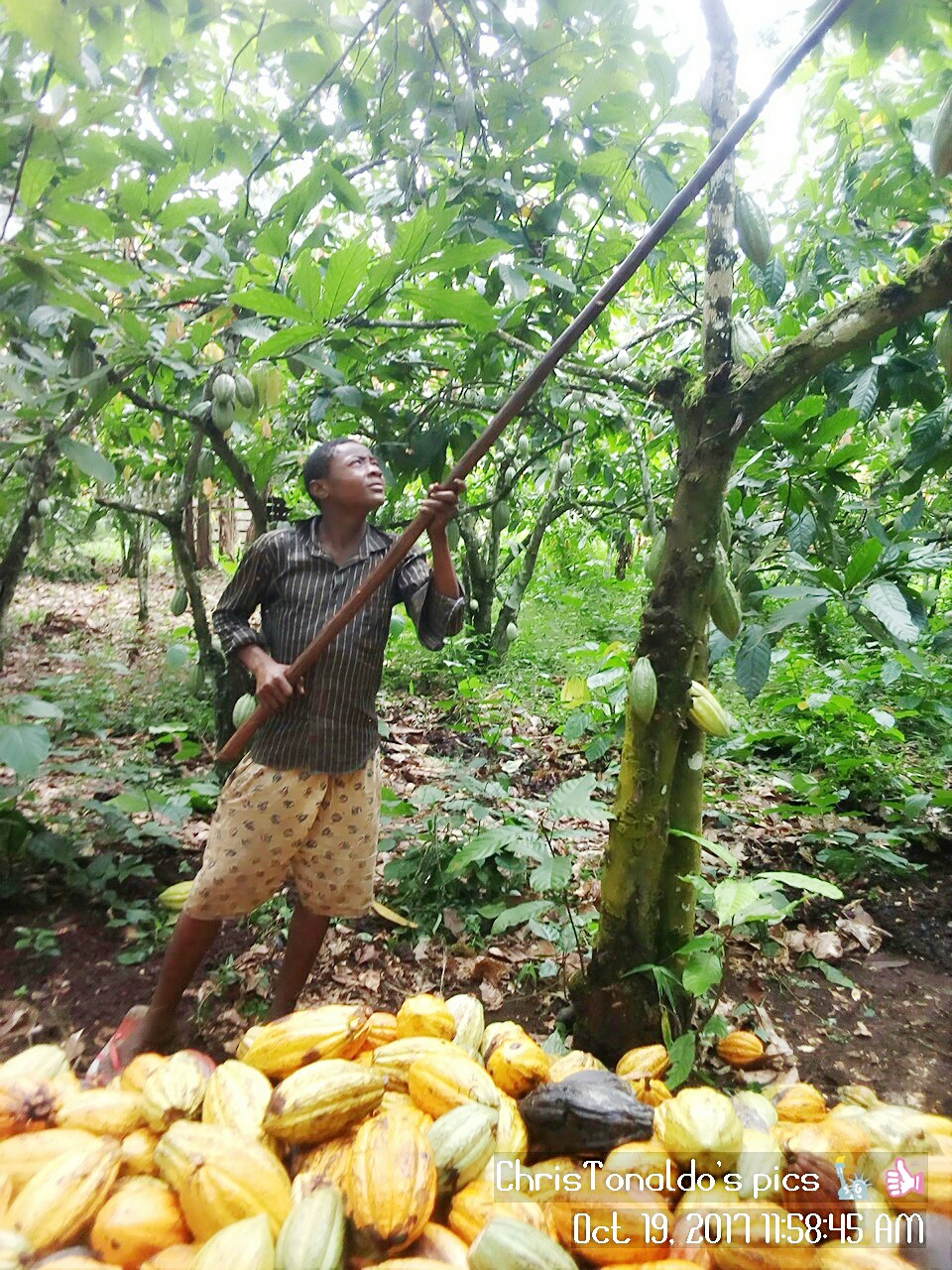
تصویر یک آفریقایی در حال برداشت محصولات در سال 2017

مسائل مربوط به یارانه‌ها و موانع تجاری برای چنین محصولاتی در گفتگوهای جهانی شدن بحث‌برانگیز شده‌است. بسیاری از کشورهای در حال توسعه سیستم کنونی تجارت بین‌الملل کنونی را ناعادلانه می‌دانند، زیرا باعث کاهش تعرفه‌ها در کالاهای صنعتی (وارداتی) می‌شود تا امکان تعرفه‌های پایین و یارانه‌های کشاورزی برای کالاهای کشاورزی (صادرات) را فراهم می‌کند. این رابطه مردم کشورهای در حال توسعه‌ای که کالاهای خود را به خارج از کشور صادر می‌کنند مجبور می‌کند تا با کالاهای وارداتی از کشورهای توسعه یافته که با قیمت‌های مصنوعی پایین صادر می‌شوند، رقابت کنند. عمل صادرات با قیمت‌های مصنوعی پایین به عنوان دامپینگ شناخته می‌شود و در بیشتر کشورها غیرقانونی است. مناقشه بر سر این موضوع منجر به فروپاشی مذاکرات تجاری کانکون در سال ۲۰۰۳ شد؛ زمانی که گروه ۲۲ از بررسی موارد دستور کار پیشنهادی اتحادیه اروپا خودداری کرد مگر آنکه به موضوع یارانه‌های کشاورزی نیز رسیدگی شود.